# Agiannákis
Agiannákis, en grec moderne : Αγιαννάκης, également appelé Agiannáki (Αγιαννάκη ou το Αγιαννάκι) est un village du dème de Triphylie, dans le district régional de Messénie, en Grèce.
Selon le recensement de 2011, la population du village s'élève à 37 habitants.